# Lagavulin
Lagavulin (La-ga-vù-lin in gaelico) è uno scotch whisky single malt prodotto sull'isola di Islay, al largo della costa occidentale della Scozia. Appartenente alla categoria dei Classic Malts, è distribuito dalla Diageo.

## Storia
L'isola di Islay, al largo della Scozia, ospita il castello di Dunyvag, dove già nella prima metà del Settecento si nascondevano distillerie clandestine,grazie alla conformazione del luogo, molto impervio da raggiungere. Nel 1816 John Hohnston iniziò a distillare i primi whisky, seguito da Archibald Campbell. Alla loro morte un commerciante di Glasgow, Alexander Graham, acquistò le due distillerie, diventate successivamente l'odierna Lagavulin.

## Prodotto
L'orzo utilizzato per realizzare il Lagavulin viene maltato a Port Ellen, trattato da 55 a 75 ore prima di essere pronto per la consegna in distilleria.

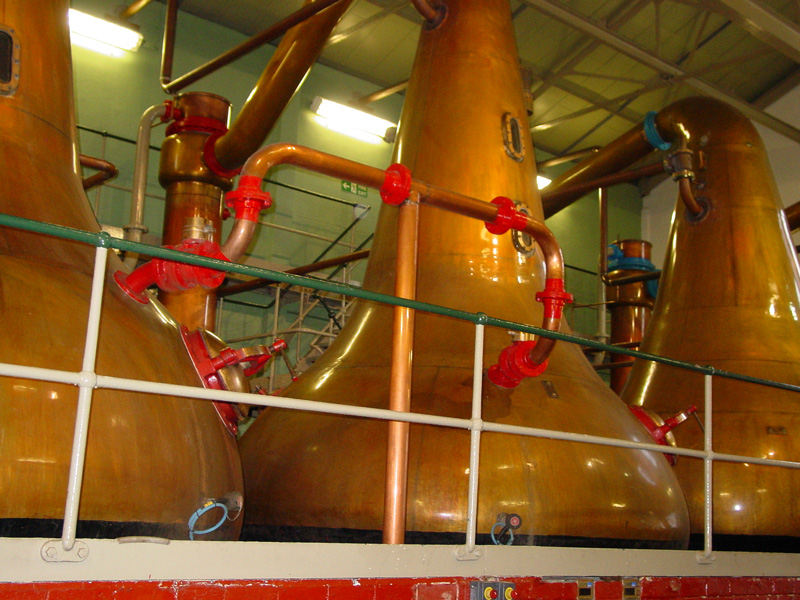
Distilleria Lagavulin

L'acqua che viene utilizzata dalla fabbrica è proveniente da Solum Lochs, un'area molto ricca di torba, da cui assorbe tutti i sapori prima di essere utilizzata. La produzione del Lagavulin è molto lenta, la prima fase di distillazione impiega quasi cinque ore, e la seconda nove.

## Caratteristiche
All'esame visivo Lagavulin si presenta con un intenso colore giallo dorato, tendente all'ambrato; all'esame olfattivo spiccano i profumi salmastri oceanici frammisti all'odore di torba, molto intenso e persistente. Al gusto si presenta alcoolico, molto caldo e corposo, contemporaneamente morbido e vellutato, con ritorno per via retro-nasale dei sentori di torba e di fumo precedentemente percepiti all'esame olfattivo. Anche all'esame gustativo si presenta intenso e persistente.

## Degustazione
Il Lagavulin può essere degustato liscio, oppure con aggiunta di alcune gocce d'acqua per abbassarne la gradazione alcolica. Questa pratica non influisce sul sapore del prodotto.

## Varianti
- Lagavulin 8 anni, 48% gradazione alcolica, realizzato in occasione dei duecento anni di apertura della distilleria, ha note di pepe nero, marzapane, limone
- Lagavulin Game of Thrones 9 anni, 46% gradazione alcolica, invecchiato in botti che contenevano bourbon, realizzato nel 2013
- Lagavulin 12 anni, 56,5% gradazione alcolica, realizzato in edizione limitata in diverse annate
- Lagavulin The Syndacate's 15 anni, 59,2% gradazione alcolica, realizzato da imbottigliatori indipendenti, note di rabarbaro, china, zenzero e arancia
- Lagavulin 16 anni, 43% gradazione alcolica, è il prodotto più reperibile di tutta la gamma, note di torba e di fumo, intenso e persistente
- Lagavulin 19 anni, 53,8% gradazione alcolica, reperibile solo alle aste o tramite venditori specializzati, maturato in botti che contenevano sherry, note di pepe, agrumi, mela cotta
- Lagavulin 21 anni, 56,5% gradazione alcolica, realizzato nel 2007, reperibile solo tramite venditori specializzati, note di sherry, pepe, cioccolato, agrumi
- Lagavulin 37 anni, 51% gradazione alcolica, si tratta di un'edizione quasi introvabile, note di agrumi, mandorle, noci, spezie del legno[3]